# Cyrus Adler
Cyrus Adler (Van Buren, 13 settembre 1863 – Filadelfia, 7 aprile 1940) è stato un orientalista statunitense.
Suo padre, Samuel, era un coltivatore e proprietario terriero di piantagioni di cotone, insediatosi a Van Buren nel 1840; per sfuggire alla guerra civile la famiglia lasciò l'Arkansas e fuggì verso nord, durante il viaggio suo padre morì. Sua madre Sarah, portò i figli a Philadelphia per chiedere assistenza a suo fratello celibe, David Sulzberger. Qui il giovane Cyrus fu cresciuto ed educato secondo la più stretta cultura aschenazita della famiglia materna, emigrata dalla Germania, dalla quale apprese un forte amore per lo studio della tradizione ebraica. Fin da giovane iniziò a frequentare la Hebrew Education Society of Philadelphia dove imparò la lingua e la cultura ebraica, e, mentre frequentava le scuole superiori, si dedicò alla catalogazione degli autori della collezione dello studioso di cultura ebraica Isaac Leeser, data in custodia alla Free Library of Philadelphia.
Dopo aver studiato alla University of Pennsylvania, continuò gli studi approfondendo le ricerche in assiriologia col patrocinio del professor Paul Haupt, alla Università Johns Hopkins a Baltimora dal 1884 al 1893. Dopo aver finito il suo percorso formativo, venne nominato Assistente Onorario di Semitica allo United States National Museum dello Smithsonian Institution di Washington.
Professore nell'Università Johns Hopkins, bibliotecario dal 1892 al 1905 della Smithsonian Institution, condirettore dell'American Jewish yearbook dal 1899 al 1905 e della Jewish Encyclopedia dal 1901 al 1906, fu anche presidente del Dropsie College dal 1908 e del Jewish Theological Seminary dal 1915. Alla fine della prima guerra mondiale partecipò alla Conferenza di Parigi nel 1919.
Scrisse di archeologia orientale e assiriologia, di filosofia e di storia degli Ebrei in America.